# Neurofeedback

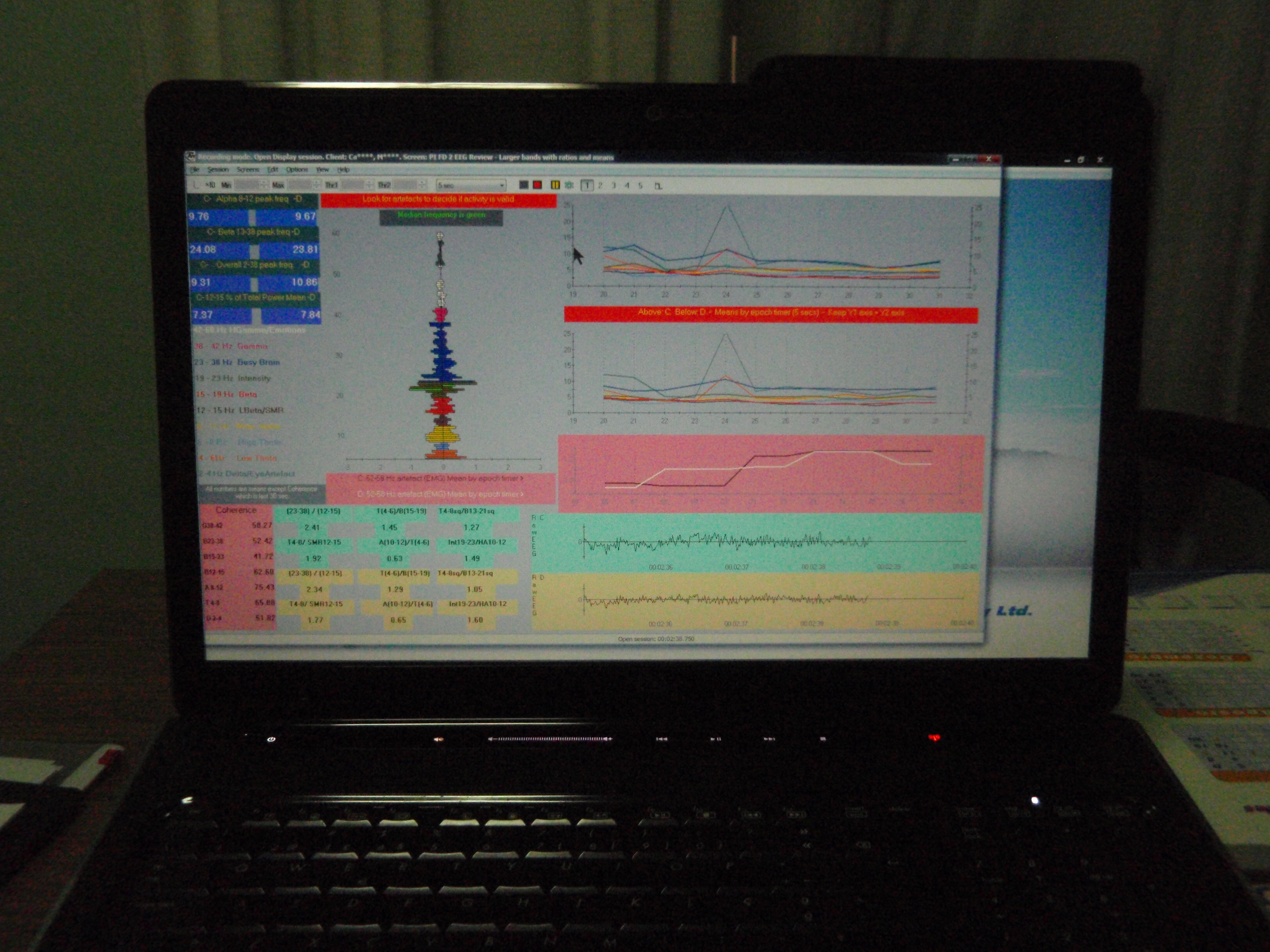
Ecranul unui computer cu imaginea grafică a informațiilor asupra unor activități cerebrale

Neurofeedback (uneori - EEg-feedback, neuroterapie sau neurobiofeedback) este un tip de tratament prin biofeedback ,care înregistrând forme de activitate cerebrală în  timp real, cel mai des electroencefalograma, își propune să învețe și să antreneze pacientul în auto-controlul unor parametri ai acestora cu ajutorul întăririi pozitive (feedback pozitiv) a tipului dorit de activitate cerebrală și întăririi negative a tipurilor de activitate nedorite.
De obicei, se plasează senzori pe scalp pentru a măsura electroencefalograma, iar înregistrările sunt vizualizate cu ajutorul unor sunete sau imagini video.
Alte tehnologii înrudite sunt cele care folosesc biofeedbackul hemoencefalografic și biofeedbackul prin imaging funcțional de rezonanță magnetică fMRI.

## Caracteristici
Neurofeednack se caracterizează prin faptul că:
- este o intervenție modulată în mod continuu pe un caz individual
- este un tratament nefarmacologic, având o bază psihofiziologică. I se pot asocia, la nevoie, diverse alte forme de psihoterapie.
- nu are efecte adverse deosebite, în cursul sau nefiind administrate substanțe farmacologice, curenți electrici sau câmpuri magnetice .

Tratamentul se bazează pe percepția activă a pacientului, care învață progresiv să moduleze activități cerebrale proprii, sub îndrumarea  terapistului și a computerului 

### Desfășurarea sesiunii
Creierul produce activități electrice, care sunt înregistrate pe electroencefalograma sub forma unor unde cerebrale. Undele cerebrale de frecvențe diverse sunt asociate unor stări mentale. 
De pildă, o apariție bruscă de unde lente (alfa sau teta) în cursul unei acțiuni, poate indica ca atenția persoanei respective este distrasă în acel moment de la efectuarea acțiunii. 
Treningul terapeutic poate reduce tendința de distracție a atenției prin micșorarea activitătii cu unde lente (teta), reducându-se  starea de neliniște și  
agitație și îmbunătațindu-se capacitatea de concentrare. Efectele descrise se însoțesc de creșterea activității cu unde rapide.
După formularea diagnosticului, terapistul care consideră că un pacient ar putea beneficia de un trening de neurofeedback, efectuează o electroencefalografie care este analizată cu ajutorul unui computer - electroencefalografie cantitativă - pentru a putea discerne ce asupra căror tipuri de activitate cerebrală este bine de a se interveni și pe care părți ale craniului de preferabil de a se aplica electrodele.

### Pregătirea pentru tratament
Pacientul este așezat într-un mod relaxat într-un fotoliu confortabil. 
În fata i se așează ecranul unui computer.  
I se așează pe cap electrodele encefalografului și se activeaza programa computerului. Acesta restituie informația electroencefalogramei sub forma unor vizualizări grafice.  
În caz ca pacientul este un copil, o asemenea vizualizare poate lua forma unui joc video.
Dacă pacientul este adult, se pot utiliza bare care variază în timp și reprezintă datele undelor cerebrale pe care urmărim sa le modulăm.
În acest caz i se cere pacientului să încerce să crească înălțimea unei bare date și reducerea alteia.

## Istorie
În anul 1924 psihiatrul german Hans Berger a conectat un cuplu de electrode (mici discuri rotunde de metal) la scalpul unui pacient și a detectat un mic curent electric cu ajutorul unui galvanometru balistic. În anii 1929-1933 el a publicat 14 articole în care a raportat despre studiile sale,  de „electroencefalografie”. Ele au furnizat mult din actualele noastre cunoștințe asupra acestui domeniu, mai ales in ceea ce privește frecvențele medii.
Berger a procedat la analiza calitativa a undelor electroebncefalografice, EEG, iar în 1932, aplicând Analiza Fourier la 7 înregistrări de EEG, G.Dietsch a devenit primul cercetător a ceea ce s-a numit encefalopgrafia cantitativă QEEG.  
În anii 1950-1960 R.G.Heath și W.A.Mickle au efectuat primele encefalografii la bolnavi de schizofrenie.
În 1958 un student în chimie, Richard Bach, a fost cel dintâi subiect găsit capabil, și încă într-un mod excepțional, să-și controleze undele sale cerebrale. El a fost supus experimenteler de către psihologul Joe Kamiya, conferențiar în acea vreme la Universitatea Chicago.
Kamiya a cercetat dacă subiecții supuși unei perioade de trening direcționat, ajung să distingă și să controleze stări mintale diverse prin controlul  activității cerebrale corelate înregistrate.
Experiențele lui Kamiya au avut două părți:în prima parte subiectul a fost invitat să închidă ochii, și când aude un anumit sunet, să spună dacă ghicește că se află sau nu în faza de unde cu ritm alfa. În prima zi a exprienței Richard Bach a dat în procent de 50%  răspunsuri corecte, dar în zilele urmatoare a ajuns la 65%, apoi 85% și, pe urmă, la aproape 100% răspunsuri corecte.
În a doua parte a experienței subiecții erau invitați să intre în faza de unde alfa de îndată ce aud un sunet de clopoțel și să se abțină de la aceasta când aud două sunete de clopoțel.
Rezultatele au fost foarte încurajatoare pentru continuarea cercetărilor în această direcție. Participanții la experiențe nu erau  capabili să explice reșuita treningului, ceea ce putea fi explicat prin faptul că o parte din procedeele mintale utilizate acționau la nivel inconștient. 
Lucrarea lui Kamiya a rămas necunoscută până ce a fost publicată în anul 1968 în revista Psychology Today.
Între timp revista „Brain Research” a publicat în anul 1967 studii conduse pe pisici de către Barry Sterman. Acestea au arătat o conexiune clară între procese mentale și fenomene neurofiziologice. În 1971 Sterman a utilizat biofeedbackul pe primul pacient uman, reducându-i frecvența crizelor de epilepsie. Articolul care descrie această realizare a apărut în „EEG and Clinical Neurophysiology”.
Kamiya si Sterman sunt considerați părinții tratamentului prin biofeedback, prin descoperirea efectelor de neurofeedback.
În anul 1973 câțiva medici, între care Joe Lubar și Robert Reynolds, au inițiat cercetări în colaborare cu Sterman  pentru a studia aplicarea neurofeedback ului  în Tulburările de Atenție.

## Aplicații și indicații

### Tulburări de atenție ADHD
Indicațiile clinice ale terapiei prin neurofeedback în Tulburarea de atenție conțin limite și rezerve.Societatea Americana de Pediatrie a aprobat acest   tratament, dându-i un scor înalt, începând din anul 2012.
În schimb, NICE, Institutul Național britanic pentru Sănătate și Tratament optim nu-l recomandă în ghidul său clinic. La pagina 202 menționează că biofeedbackul a fost folosit la copii cu tulburare de atenție, ca tratament neinvaziv, începând din anii 1970, dar ca in Marea Britanie el nu este, se pare, folosit ca o intervenție semnificativă in practica clinică. La pagina 24 se arată că „neurofeedback este considerat în prezent ca o intervenție experimentală
în rândul copiilor și tinerilor cu tulburare de atenție ADHD și tulburare hiperkinetică HKD. Nu exista intervenții standardizate” de acest fel. 
Ghidul clinic al Institutului pentru Ameliorarea Sistemelor Clinice menționează la pagina 41 ce neurofeedback este încă deficitar în dovezi de cercetare ale eficienței sale în tulburarea de atenție ADHD. 
În general cercetarea în domeniul tratamentelor neurofeedback  - în neatenție, impulsivitate și hiperactivitate - este considerată limitată și de calitate inferioară.
S-a susținut că ar fi anumite indicații pentru eficiența biofeedback în ADHD , dar aceasta opinie nu este concludentă. numeroase studii au arătat rezultate pozitive, dar cele care au fost cel mai bine construite au arătat efecte absente sau reduse. 
Alți experți au susținut ca protocoalele standardizate pentru tratamente neurofeedback în ADHD, de pildă pentru neurofeedback cu unde teta/beta, cu ritmuri senorimotorii SMR și cu potențiale corticale, au fost bine cercetate și că specificitatea lor a fost dovedită.  
QEEG a fost folosită pentru dezvoltarea de modele EEG pentru ADHD. Potrivit cu acest model, persoane cu ADHD au adesea prea multe unde lente teta (care se asociază cu relaxarea) și o insuficientă activitate de unde beta rapide (asociate concentrării mintale) . 
Terapiile prin neurofeedback in ADHD încearcă, în general, să crească producția de unde beta și să reducă numărul de unde cerebrale lente. Aceasta se obține 
prin accesul pacienților la vederea nivelelor lor de unde cerebrale pe un ecran și prin încercarea de a le schimba, sau prin integrarea undelor cerebrale în niște jocuri video.

### Alte aplicații și indicații medicale
Cercetările arată ca neurofeedback ar putea avea un potențial terapeutic util într-un șir de tulburări legate de creier. S-a folosit în dureri,   
dependența de droguri, anxietate, autism,  depresie, schizofrenie, insomnie, sindrom Tourette, accident vascular cerebral, epilepsie, stare după traumatism cerebral.

### Aplicații nemedicale
Neurofeedback a fost încercat în scopul augmentării performanței, inclusiv în arte ca muzica, dansul și actoria. 
Un studiu pe muzicieni de la conservatoare de muzică a găsit că trainingul  cu unde alfa-teta a beneficiat  în trei domenii muzicale - muzicalitate, comunicare și tehnică.
Prin prizma istorică, trainingul cu unde alfa, o forma de neurofeedback, a fost inventat pentru a asista creativitatea prin mijlocirea inducerii cu ajutorul facilitării conectivității neurale a  „hipnagogiei”, o stare la limita veghei asociată cu insighturi creative.
Trainingul alfa-teta a apărut ca eficient în ameliorarea inițierii cântatului la copii. În conjunctie cu trainingul variabilității ritmului inimii (care este si ea o formă de biofeedback) neurofeedbackul undelor alfa-teta a ajutat in arta dansului, la îmbunătățirea performanței în concursurile de dans si la cresterea creativității cognitive la dansatorii de dans contemporan.Neurofeedback a fost de asemenea invocat ca util în instilarea unei stări de flux de conștiință în rândul actorilor,cu efecte benefice în intrarea în pielea personajelor în timpul jocului
.